# Луцій Марцій Філіп (консул 91 року до н. е.)
Луцій Марцій Філіп (лат. Lucius Marcius Philippus; близько 141 до н. е. —між 76 до н. е. та 73 до н. е.) — політичний, державний та військовий діяч, консул 91 року до н. е., цензор 86 року до н. е., відомий красномовець часів пізньої Римської республіки.

## Життєпис
Походив з плебейського роду Марціїв. Син Квінта Марція Філіпа. 
У 104 році до н. е. його обрано народним трибуном. Висунув проєкт аграрної реформ щодо обмеження володіння землею. Проте, побачивши, що цей законопроєкт не має шансу бути ухваленим, відмовився від нього.
У 100 році до н. е. брав участь у придушенні заколоту Луція Аппулея Сатурніна. Надалі був обраний до колегії авгурів. У 96 році до н. е. став претором.
У 93 році до н. е. висунув свою кандидатуру на посаду консула, але зазнав поразки. Лише у 91 році до н. е. Луція Марція обрано консулом разом з Секстом Юлієм Цезарем. Він відкинув пропозиції щодо реформ, запропонованих народним трибуном Марком Лівієм Друзом. Після тривалої боротьби Марцій Філіп зумів переконати сенат анулювати вже прийняті закони Друза стосовно роздачі зерна, заснування нових колоній, обмежень майна.
Підтримував партію оптиматів. У 86 році до н. е. обраний цензором разом з Марком Перперною. Вигнав з сенату Аппія Клавдія Пульхра.
У 82 році до н. е. перейшов на бік Луція Сулли. Як його легат підкорив Сардинію, перемігши прихильника популярів, претора Квінта Антонія Бальба. З 79 року до н. е. (часу відставки Сулли) відігравав провідну роль у сенаті. Це тривало до 76 року до н. е., коли Марцій відійшов від політичного життя. Спочатку виступав за збереження державного управління, встановленого Луцієм Суллою, але згодом підтримав пропозицію Гнея Помпея щодо повернення демократичних норм. Помер до 73 року до н. е.

## Родина
- Луцій Марцій Філіп, консул 56 року до н. е.